# The Spectacular Spider-Man
The Spectacular Spider-Man (укр. Вражаюча Людина-павук) — серія коміксів, одної з ще декількох про Людини-павука, опублікованих Marvel Comics.
Після успіху оригінальної серії про Людину павука, The Amazing Spider-Man, видавництво Marvel відчуло, що персонаж може мати більше однієї серії. Саме це у 1968 році призвело компанію до випуску короткочасних коміксів, з Вражаючею назвою. У 1972 році Marvel успішно запустило другу серію про Людину-павука, Marvel Team-Up, в якій він був у парі з іншими героями Marvel. Третя щомісячна серія, Пітер Паркер, Вражаюча Людина-павук, дебютувала у 1976 році.